# 村田奈津実
村田 奈津実（むらた なつみ、1986年7月11日 - ）は、日本の元タレントである。
三重県松阪市出身。国際基督教大学教養学部社会科卒業。ワタナベエンターテインメントに所属していた。

## 来歴・人物
2006年10月、『マガドルTV』のマガドルオーディションに合格し、同年11月からレギュラー出演。
2007年、ワタナベコメディスクールの女性タレントオーディションに参加し、部門賞を受賞、同年4月からワタナベコメディスクールに女性タレントコース1期生として入学、翌2008年3月卒業。2008年4月から正式にワタナベエンターテインメント所属となる。バラエティタレントの他、お笑いタレントとしての活動も行った。
お笑いタレントになったのは、オーディション会場で知り合った先輩芸人に一目惚れしたからだという。
大学卒業後は芸能界を引退し、コンサルティング会社、インターネット広告代理店を経て、エイベックス・ピクチャーズでアニメ作品の宣伝担当として勤務している。
趣味は漫画を描くこと、フルート演奏など。

## 芸風
「な、つ、み、の、気、持、ち。」といった台詞から始まって、男性の話やクラスメイトの話などの身の周りの話を声を変えるなどしながら演じ、突然「はぁ〜!?」と態度が一変し、キレ芸に転じ、また元に戻っていくという流れの芸を主に演じている。

## 出演
- マガドルTV （テレビ埼玉、エンタ!371）
- ☆スタ缶〜レジェンド〜☆ （あっ!とおどろく放送局）
- ロンドンハーツ（テレビ朝日） - 2008年8月19日放送『女芸能人やっちまったな～私服コレクション』出演
- エンタの神様 （日本テレビ） - 2009年4月18日初出演。キャッチコピーは「現役女子大生芸人」